# Памид
Памид е най-разпространеният в миналото сорт грозде в България, подходящ за консумация както в прясно състояние, така и за производството на вино.
Среща се по целия Балкански полуостров под различни имена: Съръ чибук – в Турция (Одринско), Пловдина – Северна Македония и Сърбия, Рошиоара – Румъния, Коплик и Мана Куки – Албания.
Най-характерно за този сорт е, че леторастите растат право нагоре и се втвърдяват в тази форма. Младите пръчки са изправени, обагрени жълтеникаво, с твърда дървесина. Оттук идва и турското наименование на сорта – „жълта пръчка“. През 1944 г. този сорт е заемал 600 000 дка, а през 1968 – 120 000 дка. След въвеждането на новите, перспективни за България сортове Каберне Совиньон и Мерло в края на 60-те години, площите, заети от този сорт, рязко намаляват.
Гроздът е средно голям, цилиндрично-коничен, полусбит. Дръжката е средно дълга, дебела, вдървисинена в основата. Зърното е средно едро, но малко, по-дребно от сорта гъмза, лесно се отделя от дръжчицата. Ципата е тънка, крехка, почти не се усеща при ядене, обагрена е розово-червено, а при някои клонове до тъмночервено. Месестата част е сочна, хрупкава с нежен хармоничен вкус. Семката е малка.
От гроздето му се получават обикновени, светлочервени трапезни вина, които са годни за консумация веднага след ферментацията. Памид е подходящ сорт и за купажни вина.